# Снарк (теория графов)
Снарк в теории графов — связный кубический граф без мостов c хроматическим индексом 4. Другими словами, это граф, в котором каждая вершина имеет три соседние вершины и рёбра нельзя выкрасить только в три цвета, так чтобы два ребра одного цвета не сходились в одной вершине. (По теореме Визинга хроматический индекс кубического графа равен 3 или 4.) Чтобы избежать тривиальных случаев, снарками часто не считают графы, имеющие обхват меньше 5.
Считается, что несмотря на простое определение и длительную историю изучения, свойства и структура снарков малоизвестны.

## История
Питер Тэт впервые заинтересовался снарками в 1880 году, когда им было доказано, что теорема о четырёх красках эквивалентна утверждению, что никакой снарк не является планарным. Первым известным снарком стал граф Петерсена, найденный в 1898 году. В 1946 году югославский математик Данило Блануша нашёл ещё два снарка, оба с 18 вершинами, получившие название снарков Блануши. Четвёртый снарк был найден двумя годами позже Таттом, работавшим под псевдонимом Бланш Декарт (Blanche Descartes), и это был граф порядка 210. В 1973 году Секереш нашёл пятый снарк — Снарк Секереша. В 1975 году Айзекс Руфус обобщил метод Блануши для построения двух бесконечных семейств снарков — цветы и BDS (снарк Блануши — Декарта — Секереша), семейство, включающее два снарка Блануши, снарк Декарта и снарк Секереша. Айзекс обнаружил также снарк с 30 вершинами, не принадлежащий семейству BDS и не являющийся цветком — двойную звезду.
Термин «снарк» был введён Мартином Гарднером в 1976 году по неуловимому существу снарку из поэмы «Охота на Снарка» Льюиса Кэрролла.

## Свойства
Все снарки являются негамильтоновыми и многие из известных снарков являются гипогамильтоновы — удаление любой отдельной вершины даёт гамильтонов подграф. Гипогамильтоновы снарки должны быть бикритическими — удаление любых двух вершин даёт подграф, раскрашиваемый рёберно в 3 цвета.
Было показано, что число снарков для заданного числа вершин ограничена экспоненциальной функцией. (Будучи кубическими графами, все снарки должны иметь чётное число вершин.) OEIS последовательность A130315 содержит число нетривиальных снарков с 2n вершинами для малых значений n.
Гипотеза о двойном покрытии циклами утверждает, что в любом графе без мостов можно найти набор циклов, покрывающих каждое ребро дважды, или, что эквивалентно, что граф можно вложить в поверхность таким образом, что все грани будут простыми циклами. Снарки образуют трудный случай для этой гипотезы — если она верна для снарков, она верна для всех графов. В этой связи Бранко Грюнбаум высказал гипотезу, что нельзя вложить любой снарк в поверхность таким способом, что все грани являются простыми циклами и при этом две любых грани либо не имеют общих рёбер, либо имеют одно общее ребро. Однако Мартин Кохол нашёл контпример к этой гипотезе Грюнбаума.

## Теорема о снарках
Татт высказал гипотезу, что любой снарк имеет граф Петерсена в качестве минора. Таким образом, он предположил, что наименьший снарк, граф Петерсена, можно получить из любого другого снарка путём стягивания некоторых рёбер и удаления других. Что эквивалентно (поскольку граф Петерсена имеет максимальную степень три), утверждению, что любой снарк содержит подграф, который можно получить из графа Петерсена путём деления некоторых рёбер. Эта гипотеза является усилением теоремы о четырёх красках, поскольку любой граф, содержащий граф Петерсена в качестве минора, не может быть планарным. В 1999 году Робертсон, Сандерс, Сеймур и Томас объявили о доказательстве гипотезы, однако по состоянию на 2012 год доказательство опубликовано лишь частично.
Татт также предложил в качестве гипотезы обобщённую теорему о снарках для произвольных графов — любой граф без мостов, не имеющий граф Петерсена в качестве минора, имеет нигде не нулевой 4-поток. Что означает, что рёбрам графа можно задать направления и пометить числами из множества {1, 2, 3} так, что сумма входящих чисел минус сумма исходящих в каждой вершине делится на четыре. Как показал Татт, такое назначение для кубических графов существует в том и только в том случае, когда рёбра можно раскрасить в три цвета, так что в этом случае гипотеза следует из теоремы о снарках. Однако гипотеза остаётся открытой для остальных графов (не кубических).

## Список снарков
- Граф Петерсена (10 вершин, открыт в 1898 году)
- Граф Титце (12 вершин, но с обхватом 3, обычно не считается снарком)
- Снарки Блануши (два снарка с 18 вершинами, открыты в 1946 году)
- Снарк Декарта (210 вершин, открыт позже Таттом в 1948 году)
- Двойная звезда (30 вершин)
- Снарк Секереша (50 вершин, открыт в 1973 году)
- Снарк Уоткинса (50 вершин, открыт в 1989)
- Цветок (бесконечное семейство с 20, 28, 36, 44… вершинами, открыто в 1975 году)

Список всех снарков с 36 вершинами, за исключением снарков с 36 вершинами и обхватом 4, был создан Гуннаром Бринкманом, Яном Гёдгебером, Джонасом Хегглундом и Класом Маркстрёмом в 2012 году.